# Jean-Renaud Adde
Jean-Renaud Adde est un cavalier français de concours complet d'équitation (CCE), né le 24 octobre 1970 à Bourg-la-Reine.
Il commence la compétition grâce à Gérard Andalo (à Orsay). Après le bac et une licence de Sciences économiques, il poursuit sa formation chez Blandine et Laurent Bousquet au Mans (BEES1), puis revient auprès de Gérard Andalo, avant de devenir cavalier chez Frank Guitard.
Aujourd'hui, Jean-Renaud Adde s'est installé à son compte aux Écuries du Pays de l'Ourcq à Jaignes, un petit village de la Brie Seine et Marnaise, à 25 kilomètres de Meaux et 60 de Paris (Sortie Saint Jean les Deux Jumeaux sur l'autoroute A4).
Depuis 1997, il participe régulièrement aux grandes épreuves internationales (Le Mondial du Lion en 1999), en particulier avec Haston d'Elpegère (AA) par Tassili d'Elpegère (AA) et La Louvie (PS), avec lequel, il participa, en octobre 2007, au premier CCI**** en France à Pau (Étoiles de Pau).

## Palmarès
- 2005
  - 8e du CIC*** W à Pau (Étoiles de Pau) avec Irham de Vaiges
  - 1er par équipe du CCI*** à Boekelo (PB) avec Haston d’Elpegère
- 2006
  - Participation aux Jeux équestres mondiaux à Aix-la-Chapelle (ALL) avec Haston d’Elpegère
- 2007
  - 8e du CCI*** à Blenheim (GB) avec Haston d’Elpegère
  - 10e du CCI**** à Pau (Étoiles de Pau) avec Haston d’Elpegère
- 2008
  - 6e du Grand National de Vittel avec Haston d’Elpegère
  - 4e du Grand National de Saumur avec Haston d’Elpegère
  - 11e Pro Élite Grand Prix (nouvelle appellation 3*) à Tartas avec Haston d’Elpegère